# Malagarh
Malagarh fou un estat tributari protegit que va existir entre 1803 i 1857. La capital era Malagarh, amb un fort, que avui és un poble de l'Índia a Uttar Pradesh a 6 km al nord de Bulandshahr. La població el 1881 era de 1.657 habitants.

## Història
Antigament duia el nom de Rathora i estava sota domini de rajputs gaurs. Abans de la supremacia maratha Hakdad Khan, amil de Baran, va comprar els drets dels senyors rajputs i va construir un fort i un mercat, donant a la població el nom de Malagarh en honor d'un santó local. Fou ocupada pels marathes el 1792. Quan fou ocupada pels britànics el 1803, el jagidar maratha Madhu Rao es va oposar a la seva presència i va ordenar al coronel Skinner d'abandonar el seu territori. Skinner s'hi va negar i el maratha el va atacar però fou rebutjat amb pèrdua de tota la seva infanteria; Skinner va assaltar el fort i Madho es va rendir. Llavors el jagir fou concedit a Bahadur Khan, fill d'Hakdad Khan, junt amb 35 pobles; a la seva mort el 1824 el va succeir el seu fill Walidad Khan, però perdent territoris i obtenint només una petita concessió que va conservar fins al 1857. En aquestos anys la seva neboda es va casar amb un fill de l'emperador de Delhi i quan va esclatar el motí i el sobirà de Delhi fou posat al front de la rebel·lió, fou nomenat subadar de Baran o Bulandshahr i de Koil (Aligarh). Walidad Khan fou un dels caps rebels més perillosos, però a la caiguda de Delhi el coronel Greathed el va derrotar i va arrasar el fort de Malagarh; en les operacions per destruir les muralles va morir el tinent Home, que havia estat l'heroi de la porta de Caixmir a Delhi, el qual fou enterrat a Bulandshahr.